# TVN Warszawa
TVN Warszawa è stata una rete televisiva generalista polacca gestita e di proprietà di Grupa ITI che trasmette in lingua polacca.